# جهان أباد مركزي (دشت روم)
جهان أباد مرکزي (بالفارسية: جهان‌آباد مرکزی) هي قرية تقع في إيران في قسم دشت روم الريفي. يقدر عدد سكانها بـ 62 نسمة .